# Arkadi Babtchenko
Arkadi Arkadievitch Babtchenko (russe : Аркадий Аркадьевич Бабченко), né le 18 mars 1977 à Moscou (RSFSR), est un journaliste et écrivain russe qui a travaillé pour la télévision ATR et ayant œuvré comme soldat lors des guerres en Tchétchénie.
Le 29 mai 2018, les services ukrainiens (SBU) organisent une mise en scène de son assassinat, avant d'annoncer le lendemain avec l'intéressé que cela avait pour but de le protéger d'une véritable tentative d'assassinat de la part des services spéciaux russes (FSB).

## Biographie
Âgé de 18 ans, Arkadi Babtchenko est étudiant en droit et cherche à devenir avocat. Il est enrôlé dans l'armée russe et combat lors de la première guerre de Tchétchénie. Démobilisé, il reprend ses études, puis se porte volontaire pour se battre lors de la seconde guerre de Tchétchénie. Il explique ce retour au front par son incapacité à se reconstruire dans l'entre-deux-guerres : « Même si vous êtes revenu dans la vie civile, votre âme est restée dans la guerre. La deuxième fois, ce n'était pas la guerre en Tchétchénie, c'était la guerre pour moi tout court. Cela aurait été la guerre à Paris, c'était pareil ».
Marqué psychologiquement par son expérience de la guerre et de l'armée, il écrit le livre La Couleur de la guerre (titre original : Alkhan – Iourt référence au massacre d'Alkhan-Iourt) où il décrit les atrocités, la faim, l'alcoolisme et la corruption.
Une fois diplômé en droit international, il devient correspondant de guerre pour plusieurs médias russes dont le célèbre Novaïa Gazeta où il traite de la deuxième guerre d'Ossétie du Sud qui oppose la Russie à la Géorgie en 2008.
En mars 2012, une procédure pénale a été engagée contre lui pour avoir « lancé des appels publics à des émeutes de masse » du fait de la publication d'un article sur les tactiques révolutionnaires possibles pour les manifestants du mouvement de protestation initié par Boris Nemtsov dit de la révolution des neiges. Cependant les autorités ont abandonné cette affaire.
À l'hiver 2014, il couvre la Révolution ukrainienne de février 2014 puis la crise ukrainienne qui a suivi. Il y dénonce la politique agressive du Kremlin, en particulier le soutien militaire des séparatistes pro-russes par la Russie au cours de la guerre du Donbass. Il devient un virulent critique de Vladimir Poutine.
En 2015, il s'oppose à plusieurs reprises à l'intervention militaire de la Russie en Syrie. Le 25 décembre 2016, il publie un message sur Facebook où il indique n'avoir « ni sympathie, ni pitié » pour les 64 membres de l'Ensemble Alexandrov des Chœurs de l'Armée rouge  qui sont morts dans l'accident du Tu-154. Dans une tribune publiée dans  The Guardian, il se défend des critiques en déclarant qu'il souhaitait seulement rappeler que « la Russie bombardait indistinctement Alep ». « Pour certains, exprimer cela sur Facebook, c'était un manque de patriotisme. Et ça a commencé », il reçoit alors des centaines de menaces de mort et une pétition pour le déchoir de sa nationalité et l'expulser de Russie,.

### Exil
Il décide alors de quitter la Russie en février 2017 : Babtchenko et sa famille se sont exilés à Prague (République tchèque) puis en Israël et enfin à Kiev (Ukraine) où un de ses grands-pères est né, ce qui lui facilitera les démarches de naturalisation.
Depuis octobre 2017, babtchenko travaille pour la chaîne de télévision ATR (située à Kiev).
En novembre 2019, il quitte l'Ukraine pour Israël.
Le 9 juillet 2020, le Service fédéral de surveillance financière de Russie ajoute Babtchenko à sa liste de terroristes et d'extrémistes.

#### Mise en scène de son assassinat
Vassyl Hrytsak, responsable du SBU, a affirmé que ses services avaient découvert l'existence d'un contrat d'assassinat visant le journaliste. D'après le journaliste, deux mois avant le début de l'opération, le SBU le prévient. « Ils m’ont montré des documents, les détails et la photo de mon passeport. Je l’ai fait faire à l’âge de 25 ans [il y a 16 ans] et elle n’existe que dans mon passeport et au bureau des passeports. Il est apparu clair que ces informations provenaient de l’administration publique russe ». Effrayé selon lui par l'empoisonnement de Sergueï et Ioulia Skripal, il accepte de jouer le jeu.

L'opération secrète de désinformation implique une centaine de personnes mais seulement une dizaine avait le tableau d'ensemble selon les responsables. Par ailleurs un député a affirmé : « on comprenait qu'on ne pourrait pas cacher l’information plus de 24 heures ».

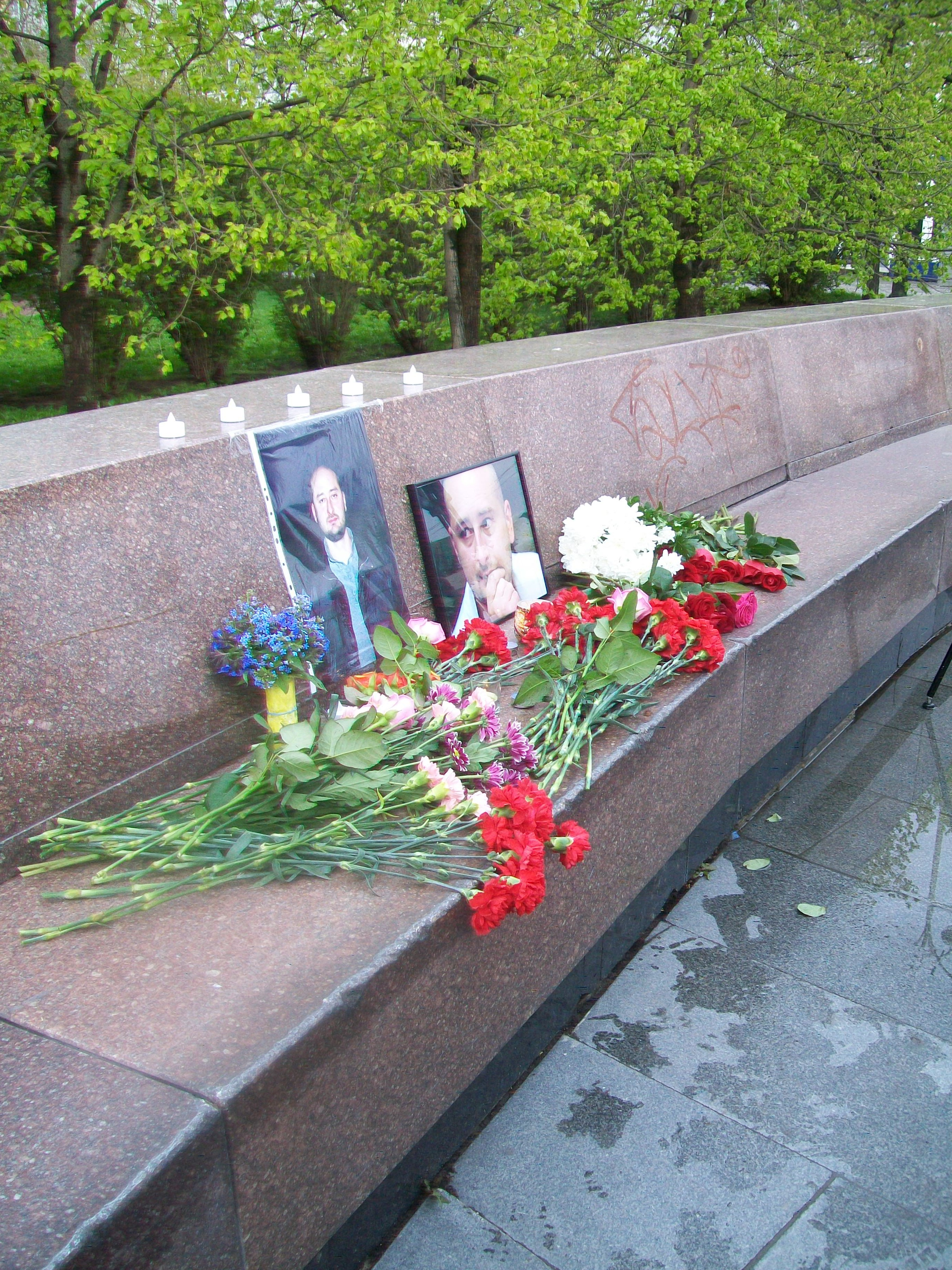
À Ekaterinbourg le 30 mai 2018, mémorial improvisé après l'annonce de l'assassinat d'Arkadi Babtchenko.

Le jour prévu de la mise en scène, le 29 mai 2018, il simule une entorse pour ne pas avoir à sortir de chez lui. À 18 heures, il est maquillé, on répand sur lui du sang de porc et on l'habille à l'aide d'un vêtement troué pour lui donner l'apparence d'un blessé par balle. C'est aussi à ce moment où est prise la photographie ensanglantée qui sera diffusée à toutes les rédactions. Initialement, il a été dit que sa fiancée n'était pas au courant mais celle-ci qui s'est rendue un jour avant la mise en scène en Ukraine était en fait au courant de l'opération. Une fois les préparatifs effectués, sa compagne appelle la police et l'ambulance peu avant 21 heures. Aux environs de 21 heures, l'AFP diffuse le premier le communiqué de la police ukrainienne qui déclare : « La femme était dans la salle de bain, elle a entendu un coup sec. Quand elle est sortie, elle a vu son mari ensanglanté » et qu'il est « mort dans l'ambulance ». La police ukrainienne s'oriente vers un crime dû à sa profession. Peu après, son collègue Osman Pachaïev indique sur Facebook « Arkadi Babtchenko a été tué de trois balles dans le dos dans la cage d'escalier de son immeuble quand il rentrait du magasin », ce qui est contradictoire avec la version de la police. Le directeur adjoint de la chaîne de télévision ATR, où il travaille, rajoute qu'il « a été tué sur ordre direct » du Kremlin.
Selon le journaliste, la police n'était pas au courant et a été induite en erreur par le faux constat de décès du médecin légiste qui, lui, faisait partie de l'opération. Il indique enfin qu'il est transporté à l'hôpital puis à la morgue à 22 heures puis est transféré vers un lieu sécurisé où il patiente jusqu'à 5 heures du matin avant de pouvoir dormir. Il a également l'occasion de voir l'annonce de sa mort à la télévision où il a pu entendre « à quel point [il] étai[t] un chic type ».
Peu avant minuit la police diffuse un portrait-robot de l'assassin présumé puis le Premier ministre déclare dans la foulée sur Facebook qu'il faut « punir la machine totalitaire russe ». Un conseiller du ministre ukrainien de l'intérieur affirme « le régime de Poutine vise ceux qu'il ne peut pas casser ou intimider ». Le ministre des affaires étrangères ukrainien, Pavlo Klimkine, fait implicitement porter la responsabilité du prétendu assassinat sur la Russie, en déclarant que « Moscou l’a toujours vu comme un ennemi » ; et tout en indiquant qu'il est « trop tôt pour dire qui est derrière cela », il ajoute aussitôt : « la Russie utilise différentes méthodes pour déstabiliser la situation en Ukraine, en particulier par des attaques terroristes, des activités subversives et des assassinats politiques ». Le Premier ministre Volodymyr Hroïsman, quant à lui, se dit, sur Twitter « convaincu que la machine totalitaire russe ne pouvait pas pardonner son honnêteté et ses positions de principe », mais son tweet semble avoir été effacé dans l'intervalle. Le ministre des affaires étrangères poste un tweet, le 30 mai, où il écrit, en anglais : « Just read one more time how promptly and in a coordinated way #Russia reacted to the news about Arkady #Babchenko‘s death. Any doubts why? ». Le ministre des affaires étrangères russe, Sergueï Lavrov déclare pour sa part, dans la matinée du 29 mai, avant la révélation de l'opération montée par les services ukrainiens : « l’investigation sur le meurtre de Babtchenko n’a même pas commencé que l’Ukraine accuse déjà les services spéciaux russes », et que ce serait « la poursuite de la russophobie ».

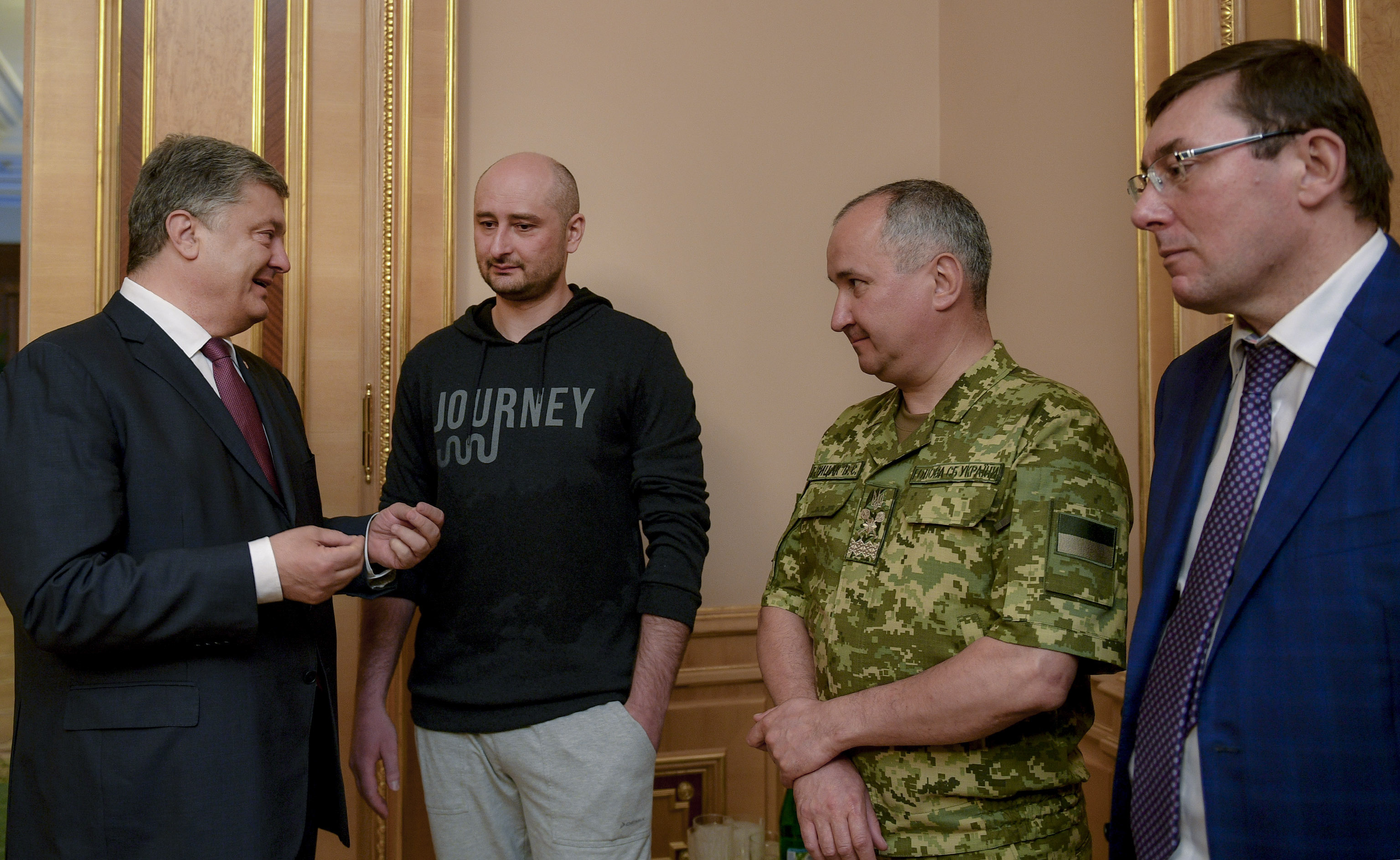
Réunion du 30 mai 2018 : (de gauche à droite) le président d'Ukraine Petro Porochenko, Arkadi Babtchenko, le chef du SBU Vassyl Hrytsak et le procureur général Iouri Loutsenko.

Le lendemain, le journaliste réapparaît lors d'une conférence de presse à Kiev. Le SBU annonce avoir mis en scène son faux assassinat pour déjouer une véritable tentative. Il indique alors que la mise en scène de son assassinat aurait pris deux mois de préparation : « Je suis désolé mais il n'y avait pas d'autre possibilité. Il a fallu deux mois pour préparer l'opération. J'ai été mis au courant il y a un mois ». Moscou annonce être « heureux » qu'il soit en vie mais regrette des « manœuvres propagandistes ». L'arrestation d'un tueur à gages, arrêté quelques heures avant, est également annoncée dans la foulée. Celui-ci, de nationalité ukrainienne, aurait été recruté par les services spéciaux russes pour 40 000 $ selon le service secret ukrainien.
La mise en scène fait immédiatement l’objet de vives critiques. Un représentant de l'Organisation pour la sécurité et la coopération en Europe (OSCE) déplore que l'Ukraine diffuse de « fausses informations ». Le président ukrainien Petro Porochenko rejette les critiques de l'opération, affirmant que grâce à elle, « le monde entier a vu le vrai visage de notre ennemi. Ce n'est pas l'Ukraine que vous devriez condamner, mais la Russie ». Le vice-ministre russe des Affaires étrangères, Grigory Karasin, qualifie la mise en scène d’assassinat de « manipulation honteuse de l'opinion publique par les autorités ukrainiennes actuelles qui manquent totalement d'éthique politique ». Le porte-parole de la présidence russe, Dmitri Peskov, déclare lors d'une conférence de presse : « L'histoire est étrange à tout le moins, et je ne sais pas comment la fin justifie les moyens dans cette histoire ».
Pour Reporters sans frontières, « il est navrant et regrettable que les services ukrainiens aient joué avec la vérité, quel qu'en soit le motif. Ça ne fait pas avancer la liberté de la presse. Il suffit d'une simulation pour jeter une ombre sur toutes les affaires d'assassinats politiques. Il y a eu un mensonge d'État, même s'il a été bref ». Selon la Fédération internationale des journalistes, « en répandant faussement la nouvelle de son assassinat, les autorités ukrainiennes ont gravement porté atteinte à la crédibilité de l'information, et leur communication court le risque d'être prise pour une opération de propagande. Nous ne sommes plus dans une affaire journalistique, mais dans un grand cirque orchestré par des militaires et par un journaliste qui était menacé de mort depuis des semaines. Il est intolérable de mentir aux journalistes du monde entier et de tromper des millions de citoyens qui se sont émus à juste titre de ce soi-disant assassinat. Il est inadmissible enfin d'orchestrer la mort d'un journaliste, surtout quand deux d'entre eux tombent toutes les semaines depuis janvier, dont le dernier au Mexique ce 29 mai ».
Pour Babtchenko, « mon but était de rester en vie et d'assurer la sécurité de ma famille. C'est la première chose à laquelle je pensais. Les standards journalistiques, c'est la dernière chose à laquelle je pensais à ce moment ». Affirmant « haïr » Vladimir Poutine, il ajoute que celui-ci « est responsable de plusieurs guerres et de milliers de morts. J'ai enterré mes proches, mes collègues, mes amis et je suis fatigué de le faire », puis ajoute avoir l'intention de se « construire une nouvelle vie ».
Pour le procureur général d'Ukraine Iouri Loutsenko, l'opération aurait permis d'obtenir une liste de 47 autres personnes menacées qui « pourraient être les prochaines victimes des terroristes ». Par ailleurs, le parquet ukrainien avait insisté sur l'utilité de cette opération « seule la stratégie choisie permettait non seulement d'éviter la mort du journaliste, de documenter les actions de l'organisateur et […] de recevoir des informations concernant de possibles victimes contre lesquelles se préparaient probablement des actes terroristes et des meurtres ».
Cette affaire s'inscrit dans un contexte plus large de crise en Ukraine et d'une guerre de l'information entre les belligérants,. Ce type d'opérations a déjà eu lieu en France avec l'enlèvement simulé du transfuge roumain Virgil Tănase en 1982, néanmoins l'opération était beaucoup moins mise en scène et on évoquait un enlèvement (pas de photos ou de fausses preuves). De plus, cela avait été justifié comme un moyen pour le tueur à gages de fuir avec sa famille de la Roumanie (celui-ci s'étant dénoncé à la DST) tandis que les raisons ayant motivé les autorités ukrainiennes à faire une telle mise en scène demeurent floues.
Le 1er septembre 2018, le directeur d'une entreprise germano-ukrainienne, Boris Guerman, qui selon les autorités ukrainiennes a plaidé coupable et accepté de coopérer avec les enquêteurs, est condamné à quatre ans et demi de prison pour avoir organisé la tentative d'assassinat.

#### Réactions de la presse
Le jour même, la presse occidentale relaye massivement la thèse des services secrets ukrainiens qui accusent le Kremlin d’avoir ordonné l'assassinat et condamne la Russie pour cette nouvelle exaction, Le Monde allant même jusqu'à consacrer sa Une à l'affaire. Dès le lendemain, après la révélation de la mise en scène par les autorités ukrainiennes, les articles en ligne sont retirés sauf dans de rares journaux. C’est le cas par exemple du Monde, qui reconnait toutefois son erreur,.

## Vie privée
Arkadi Babtchenko est marié et a une fille. Par ailleurs, le couple a adopté six enfants.

## Recueil de nouvelles et récits
- La Couleur de la guerre (titre original : Alkhan – Iourt)  : 13 nouvelles ou récits de guerre, témoignage précis et violent de l’enfer tchétchène, traduit du russe par Véronique Patte, Paris, Éditions Gallimard, coll. « Du monde entier », 2009  (ISBN 978-2-07-078246-8)